# Platja de Muro
La platja de Muro, que juntament amb la Platja d'Alcúdia conforma la restinga dunar de l'Albufera de Mallorca, és una de les platges més llargues de les Illes Balears —de gran extensió (5,2 km)— dividida en quatre trams: Platja de Muro - sector I, Platja de Muro - sector II, Platja de muro - Es comú i Platja de muro - Es Capellans. Les quatre platges es troben al terme municipal de Muro, i en particular la platja de Muro-Es Comú es troba a un quilòmetre de Ca'n Picafort i a 10,5 de Muro, situada entre la platja de Muro-Es Capellans, i és una àrea natural d'especial interès.
L'aigua en aquesta platja és transparent i l'arena és molt fina.